# 1793 au Nouveau-Brunswick
Chronologie du Nouveau-Brunswick
- 1789
- 1790
- 1791
- 1792
- 1793
- 1794
- 1795
- 1796
- 1797

Cette page concerne les événements survenus en 1793 dans la province canadienne du Nouveau-Brunswick.

## Événements
- 3 janvier : ouverture de la 2e législature du Nouveau-Brunswick